# PJ Brennan
Patrick Joseph "PJ" Brennan (11 de febrero de 1986) es un actor estadounidense, más conocido por haber interpretado a Doug Carter en Hollyoaks.

## Biografía
Estudió en el Central School of Speech and Drama donde completó un grado de tres años. Brennan es abiertamente homosexual.
Es muy buen amigo de las actrices Alice Barlow, Bianca Hendrickse-Spendlove y Jessica Forrest.

## Carrera
En el 2010 apareció en Hollyoaks: Freshers un "spin-off" de la popular serie británica Hollyoaks donde interpretó a Doug Carter. Poco después se unió al elenco recurrente de la serie Hollyoaks el 13 de septiembre de 2010 sin embargo se fue el 17 de septiembre del mismo año y regresó de nuevo el 13 de enero de 2011 donde se unió al elenco principal, su última aparición fue el 15 de octubre de 2013 después de que su personaje muriera luego de que los paramédicos no pudieran resucitarlo después de estar en una explosión.

## Filmografía

### Series de televisión
| Año         | Serie               | Personaje           | Notas                  |
| ----------- | ------------------- | ------------------- | ---------------------- |
| 2015        | Episodes            | Asistente de Andrew | episodio "Episode Two" |
| 2010 - 2013 | Hollyoaks           | Doug Carter         | 261 episodios          |
| 2010        | Hollyoaks: Freshers | Doug Carter         | spin-off               |